# Ахтямов Хасан Багдеєвич
Хасан Багдеєвич Ахтямов (10 серпня 1925, с. Аллагуват — 30 травня 1944, Редіу-Алдей, Румунія) — рядовий стрілецького полку, Герой Радянського Союзу.

## Біографія
Ахтямов Хасан Багдеевич народився 10 липня 1925 року в селі Аллагуват Стерлітамацького району БАССР (нині не існує, розселене у зв'язку з будівництвом Салаватського нафтохімічного комбінату). За національністю татарин.
Його мати, Магріфа Нігматулловна, одна ростила трьох своїх дочок і двох синів. Батько помер в 1934 році, повернувшись після Першої світової війни з обмороженими ногами. Хасан Багдеєвич закінчив у селі Великий Аллагуват сім класів. Працював у колгоспі імені Карла Маркса.
До лав Червоної армії призваний в лютому 1944 року.

З нагородного листа на рядового 1-ї роти 857-го стрілецького полку (294-а стрілецька дивізія, 52-а армія, 2-й Український фронт) X.Б. Ахтямова:
«Проти I стрілецької роти, де діяв товариш Ахтямов (30 травня 1944 року), противник кинув у бій більше батальйону піхоти і вісім танків. Танки противника все ближче та ближче наближалися до траншеї 1-ї стрілецької роти і мали спробу рухатися по фронту роти вздовж траншей і розстрілювати наших бійців, що знаходяться у траншеях. Перший танк, що рухався уже попрямував уздовж фронту роти, а німецькі автоматники, що були в танку, відкрили люки веж і стали впритул розстрілювати наших бійців.

Товариш Ахтямов перший вискочив з траншеї і кинувся з протитанковою гранатою під танк, підірвавши його. В результаті чого танки змінили напрямок, переїхали через траншеї і попрямували вглиб нашої оборони. Бійці відтіснили піхоту противника від танків і затримали її наступ. Таким чином, тов. Ахтямов своїм геройським вчинком врятував життя кількох десятків бійців».
Звання Героя Радянського Союзу X. Б. Ахтямову присвоєно 13 вересня 1944 року посмертно.
Похований у румунському селі Редіу-Алдей, північніше міста Ясси.

## Пам'ять
- У міському краєзнавчому музеї міста Салават відкрито розділ, присвячений подвигу Ахтямова Х. Б.
- У Салаваті на меморіальному комплексі «Вічний вогонь» відкрита пам'ятна дошка Ахтямову Х. Б.
- У селищі Василівка на будинку школи встановлено меморіальну дошку. Його ім'я носив кращий піонерський загін школи.
- 9 травня 1973 року на центральній садибі колгоспу імені Карла Маркса в селі Наумівка відкрили пам'ятник Х. Б. Ахтямову.[3]
- Пам'ятник Х. Ахтямову в Салаваті.[4] (Автор пам'ятника — заслужений художник Республіки Башкортостан, член Спілки художників Росії Мавлетбай Халілов).
- На стіні залу меморіального комплексу в Києві і на Поклонній горі в Москві висічене його прізвище.[5]
- У приміському селищі Желанний є вулиця його імені.